# Plonk
Ne doit pas être confondu avec Plonk et Replonk.
Plonk est un terme du jargon Usenet désignant l'ajout d'un contributeur dans le fichier des personnes ignorées (kill file), de sorte que les messages ultérieurs de cette personne seront ignorés. Ce terme a été utilisé pour la première fois en 1989 sur le groupe alt.flame, et serait devenu d'usage courant à partir de 1994.
Le terme plonk est un exemple d'onomatopée, représentant le son supposé d'un contributeur tombant dans une « boîte à cons ». Le terme est parfois expliqué comme un acronyme de please log off, net kook. 
L'usage de ce terme s'est appliqué ultérieurement au filtrage de courriels selon les adresses de messagerie. Il est également utilisé de manière figurative pour désigner les blocages d'utilisateurs, sur les forums, blogs et wikis, ou messageries instantanées.